# O Amanuense Belmiro
O Amanuense Belmiro é o título do romance do escritor brasileiro Cyro dos Anjos (1906-1994), publicado em 1937.
O livro narra a vida burocrática de um amanuense, que periodicamente anota, num diário pessoal, os acontecimentos de seu cotidiano.

## Enredo
Numa época em que o regionalismo desponta como tendência hegemônica (quase um estilo de época) nas letras brasileiras, Cyro dos Anjos, em sua obra O Amanuense Belmiro, vai na contracorrente com esse sui generis "diário" íntimo (que na verdade resultou do amálgama de uma série de crônicas jornalísticas) de um burocrata belo-horizontino de 38 anos, amanuense na Seção do Fomento Animal (“que não fomenta coisa alguma, senão o meu lirismo”) do Ministério da Agricultura, espécie de anti-herói chapliniano, “velho profissional da tristeza”, a cuja vida exterior normalmente banal (rompida vez ou outra por algum evento menos banal como a prisão por algumas horas por suspeita de comunismo ou a viagem ao Rio de Janeiro) se contrapõem os “abismos insondáveis” da alma embebida de paixão não correspondida, “ingênuos pensamentos, loucas fantasias”, dúvidas, incertezas (“Fali na vida, por não ter encontrado rumos. Este Diário, ou coisa que o valha, não é sintoma disso?”). 
O estilo é uma mescla de lirismo, ceticismo e ironia, com sutis toques machadianos. O autor assim consegue o milagre de transformar o cotidiano corriqueiro (“Que vim fazer neste mundo? Até agora nada realizei”) em material literário de primeira, nessa narrativa que se estende do Carnaval de 1935 até o do ano seguinte. Como espécie de ideia recorrente, o amor platônico pela bela Arabela, que na verdade é Carmélia Miranda, jovem de boa família, “criatura mais bonita [e] mais fina nestas redondezas”, que acaba casando com um distinto médico radiologista, o casal indo passar a lua-de-mel na Europa. 
Desfila por esse diário uma fauna de personagens, amigos do amanuense: a “desejável” (que hoje chamaríamos de “boazuda” — “como a saúde de Jandira convida a um higiênico idílio rural”) Jandira, o anarquista Redelvim (“um anarquismo lírico, que não dá para atirar bombas nem praticar atentados”), que o autor conheceu numa república de estudantes, o filósofo Silviano defensor da conduta católica (“fugir da vida no que ela tem de excitante”), o jovem colega de repartição Glicério “que é novo na vida e na burocracia”, o tranquilo Florêncio, “homem sem abismos”, “homem sem história” sempre provido das melhores e mais recentes anedotas, etc.
O autor às vezes coloca em dúvida a utilidade de seu diário (“Se, acaso, publicar um dia este caderno de confidências íntimas, perdoem-me os leitores as anotações de caráter muito pessoal, que forem encontrando e que certamente não lhes interessarão.”), outras vezes o justifica (“Por que um livro?”, foi a pergunta que me fez Jandira, a quem, há tempos, comuniquei esse propósito. “Já não há tantos? Por que você quer escrever um livro, seu Belmiro?” Respondi-lhe que perguntasse a uma gestante por que razão iria dar à luz um mortal, havendo tantos.”)
A certa altura o autor (o livro é narrado em primeira pessoa) viaja ao Rio de Janeiro sob pretexto de uma missão profissional qualquer, mas na verdade para ver o embarque da amada platônica recém-casada para a lua-de-mel na Europa.